# Isoperla cotta
Isoperla cotta är en bäcksländeart som beskrevs av William Edwin Ricker 1952. Isoperla cotta ingår i släktet Isoperla och familjen rovbäcksländor. Inga underarter finns listade i Catalogue of Life.